# St. John the Baptist Church (Manhattan)

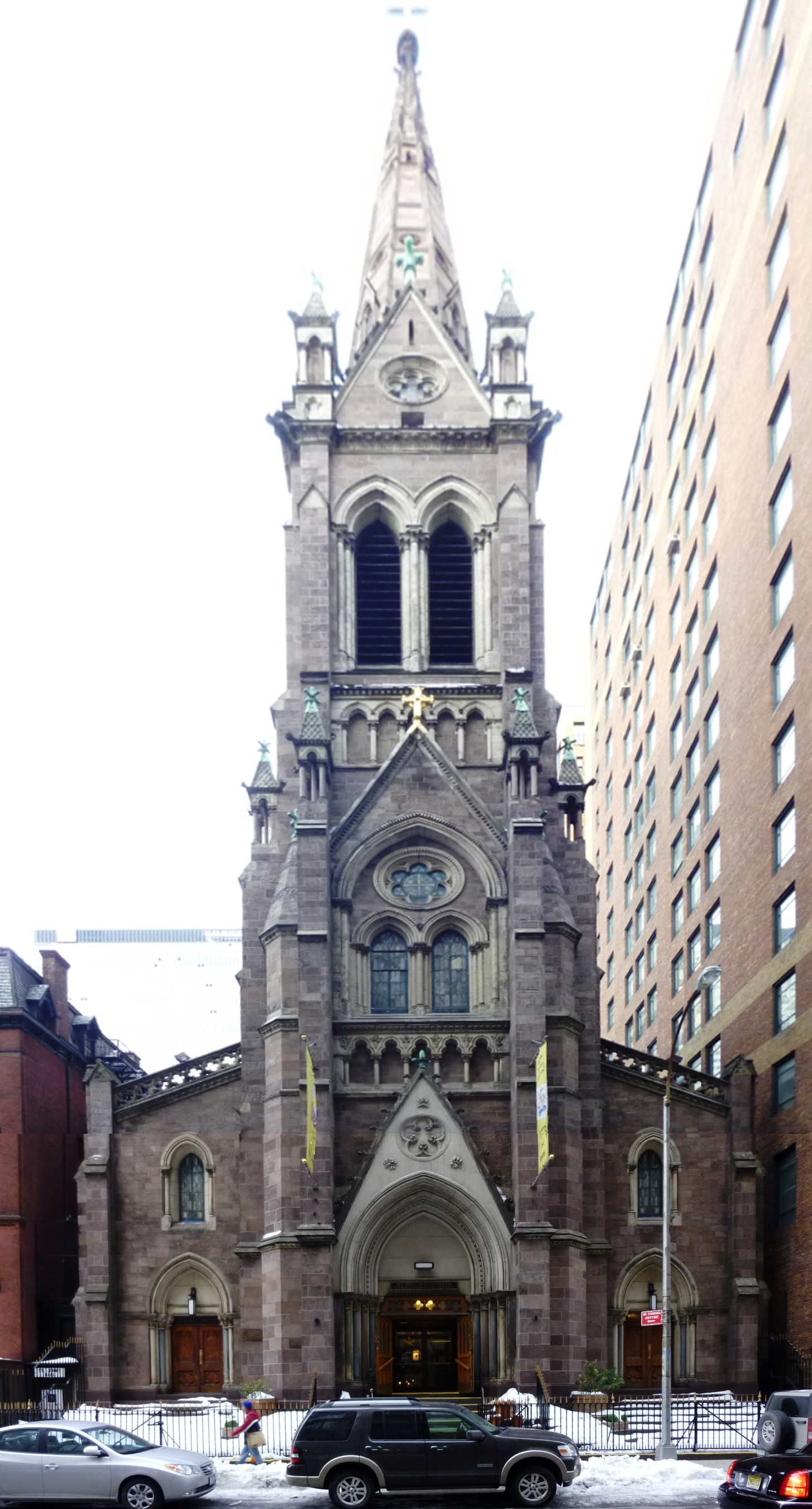
Frontseite

Die St. John the Baptist Church ist eine römisch-katholische Gemeindekirche des Erzbistums New York. Das neugotische Bauwerk befindet sich in der 210 West 31st Street nahe der Pennsylvania Station und dem Madison Square Garden.

## Geschichte
Die Gemeinde wurde 1840 als zweite deutsche katholische Gemeinde, die zuvor in der St. Nicholas’ Church beheimatet war, gegründet. Der erste Pastor war der Ungar Zachary Kunze, der später Pastor in der St. Francis of Assisi’s Church wurde.

## Bauzeit
Die Kirche wurde in mehreren Etappen erbaut. Insgesamt dauerte es von 1840 bis 1893, ehe die Kirche fertiggestellt war, zwischenzeitlich wütete 1848 ein Feuer in der Kirche und richtete schwere Schäden an. Der Turm wurde erst 1891 errichtet. Der Architekt Napoleon LeBrun errichtete bereits mehrere Kirchen in New York.

## Persönlichkeiten
- Solanus Casey (1870–1957): Kapuziner, Seliger

## Galerie

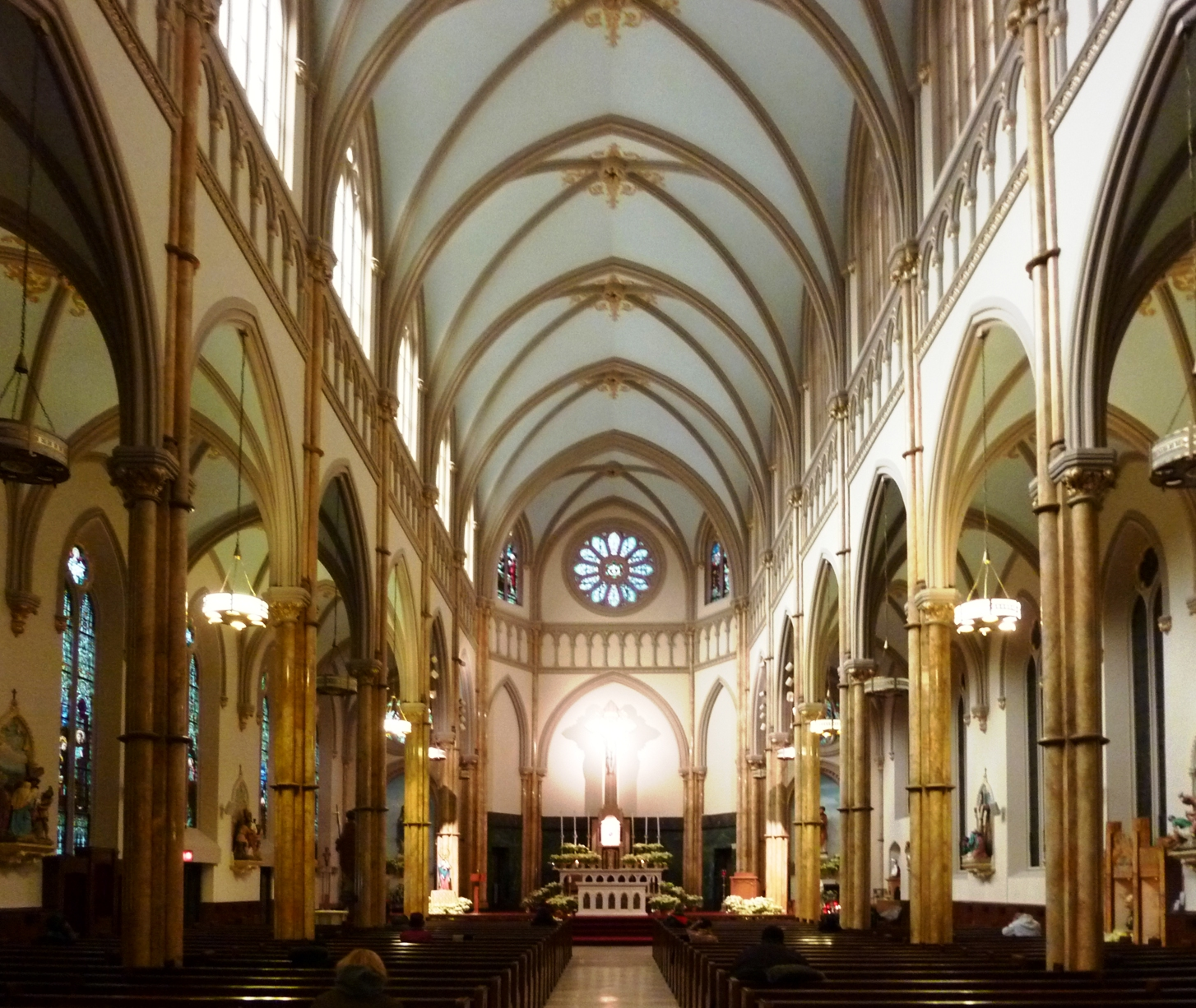
Innenansicht
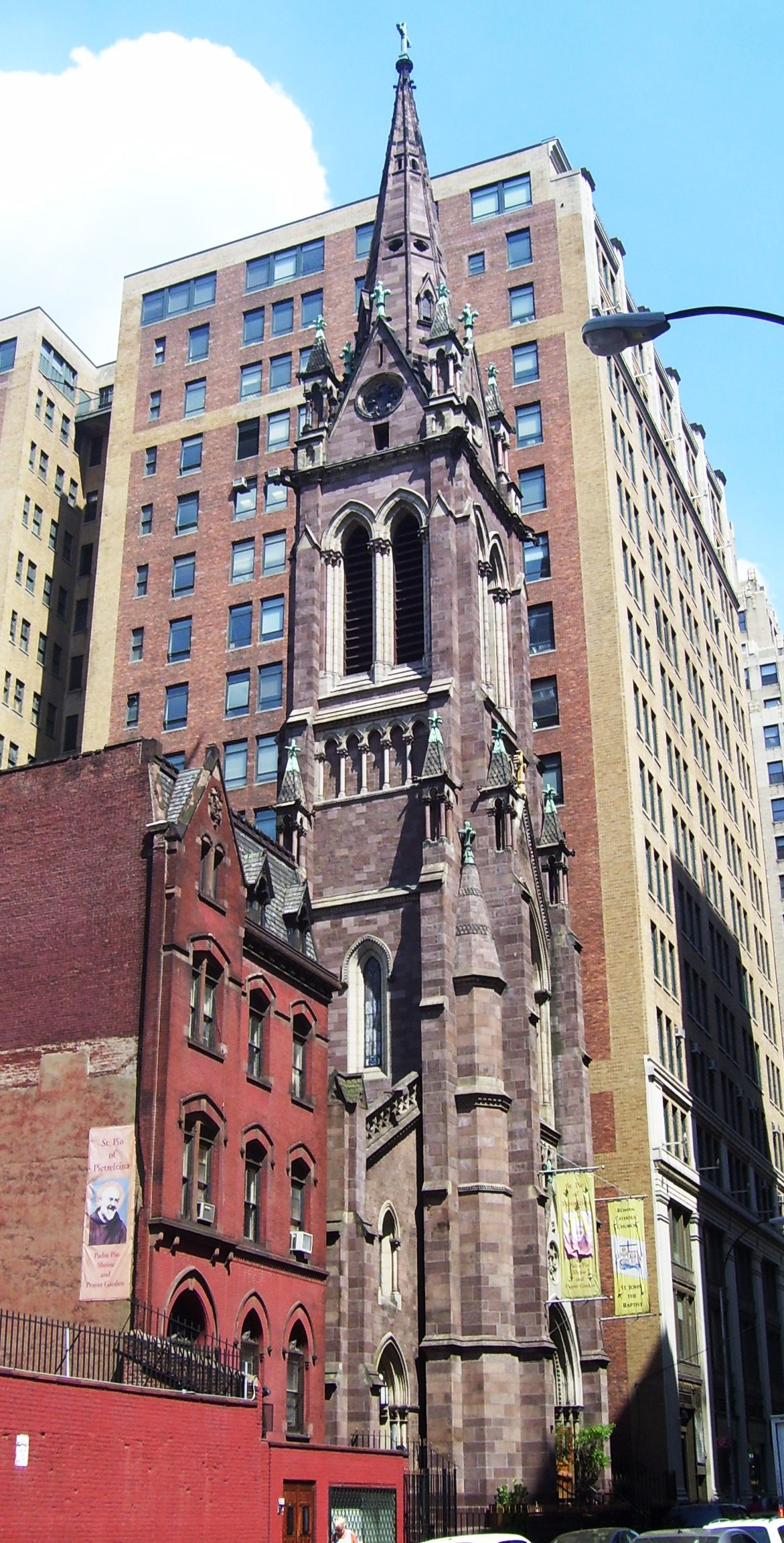
Blick aus Westen
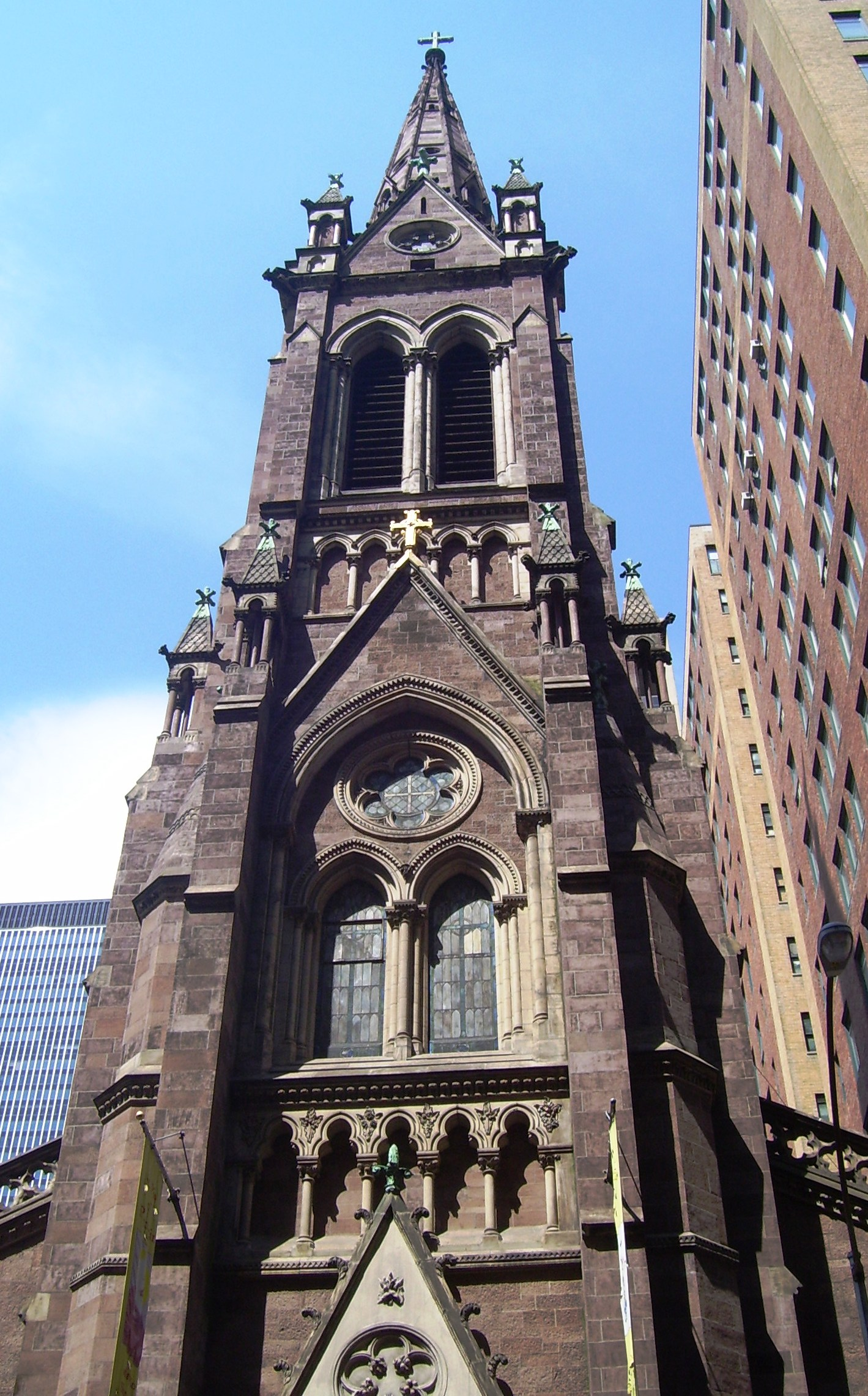
Turm aus näherer Sicht